# رفتن به جنوب (فیلم ۲۰۰۹)
رفتن به جنوب (به انگلیسی: Going South) فیلمی محصول سال ۲۰۰۹ و به کارگردانی سباستین لیفشیتز است. در این فیلم بازیگرانی همچون یانیک رینر، لئا سیدو، نیکول گارسیا، تئو فریلت، پیر پیر و میشلین پرل ایفای نقش کرده‌اند.